# FNNテレビ土曜・日曜夕刊
『FNNテレビ土曜夕刊・FNN（サンケイ新聞）テレビ日曜夕刊』（エフエヌエヌテレビどようゆうかん・エフエヌエヌ（サンケイしんぶん）テレビにちようゆうかん）は、1965年10月8日から1980年3月30日まで、フジテレビ系列（FNN）で毎週土曜日・日曜日に放送されていた夕方の報道番組である。

## FNN（共同→サンケイ新聞）テレビ日曜夕刊
同タイトルでの放送開始はFNNの発足と同時であったが、前身は1965年10月8日よりそれまでの『フジテレニュース』日曜枠を改題する形でスタートした『サンケイ新聞テレビ日曜夕刊』（スタート当初は『共同・テレビ日曜夕刊』のタイトルで放送）。『共同・テレビ日曜夕刊』として開始した当初は16時20分から10分間放送していたが、半年後の1966年4月3日からは16時45分からの15分枠に放送時間を拡大したのち、1972年10月3日より17時45分からの15分枠に移動。前者と共に1980年3月30日の終了まで放送していた。

## FNNテレビ土曜夕刊
発足以来土曜日は平日扱いで、1970年10月3日まで『FNNニュース』を放送。同年10月10日から『FNNニュース6:30』を放送していたが、1975年10月4日から同じ時間をタツノコプロ製作のアニメ枠としたため（『タイムボカン』。以降同シリーズ枠となる）、17時台の後半に移動し、同タイトルに改題している。

## キャスター
当初はフジテレビの男性アナウンサーがシフト勤務で担当していたが、1970年10月より同局系初の夕方のワイドニュース番組として「FNNニュース6:30」がスタートして以降は、同番組の土曜版の担当キャスターが「日曜夕刊」の担当を兼ねる形式（1975年10月からは「土曜夕刊」担当キャスターが日曜も兼任）に変更された。（奥田と竹内は報道記者・ニュースデスク、岩佐以後の4人はアナウンサー）
- 奥田晃久（1970年10月 - 1972年3月）
- 竹内貞男（1972年4月 - 1975年9月）
- 岩佐徹（1975年10月 - 1976年3月）
- 永島信道（1976年4月 - 1976年9月、1978年10月 - 終了まで）
- 逸見政孝（1976年10月 - 1978年9月）
- 城ヶ崎祐子（1978年10月 - 1980年3月）

## ネット状況

### ネット局
| 放送対象地域          | 放送局              | 放送当時の系列          | 備考 |
| --------------------- | ------------------- | ----------------------- | --- |
| 関東広域圏            | フジテレビ(CX)      | FNN                     | 基幹・制作局 |
| 北海道                | 北海道文化放送(UHB) | FNN                     | 1972年4月1日開局から。 |
| 宮城県                | 仙台放送(OX)        | FNN/NNN→FNN             | 1970年4月から |
| 秋田県                | 秋田テレビ(AKT)     | FNN                     | 1969年10月開局から |
| 山形県                | 山形テレビ(YTS)     | FNN                     | 1970年4月開局から。現在はANN系列 |
| 新潟県                | 新潟総合テレビ(NST) | FNN/NNN/ANN             | 現・NST新潟総合テレビ 日曜は1968年12月8日（サービス放送開始後）から1971年9月26日まで。 |
| 長野県                | 長野放送(NBS)       | FNN                     | 1969年4月開局から |
| 静岡県                | テレビ静岡(SUT)     | FNN                     | 1968年12月開局から。 |
| 富山県                | 富山テレビ(T34)     | FNN                     | 1969年4月開局から。 日曜日は『中日新聞テレビ日曜夕刊』と改題。現・BBT |
| 石川県                | 石川テレビ(ITC)     | FNN                     | 1969年4月開局から。 日曜日は『中日新聞テレビ日曜夕刊』と改題 |
| 福井県                | 福井テレビ(FTB)     | FNN                     | 1969年12月開局から。 |
| 中京広域圏            | 東海テレビ(THK)     | FNN                     | 日曜日は『中日新聞テレビ日曜夕刊』と改題 |
| 関西広域圏            | 関西テレビ(KTV)     | FNN                     | 日曜日の関西ローカルパートでは、「報道スタジオ'○○」（○○は放送年の西暦下2桁の数字）と称して、関西テレビ報道部の解説委員によるニュース解説企画を放送。                                           |
| 島根県→島根県・鳥取県 | 山陰中央テレビ(TSK) | FNN                     | 1970年4月開局から。 1972年9月の山陰相互乗り入れまでは日曜日のみ放送 |
| 岡山県→岡山県・香川県 | 岡山放送(OHK)       | FNN/ANN→FNN             | 1975年4月から。 1979年3月まで土曜日はテレビ朝日の『ANNニュースレーダー』と、 日曜日『朝日新聞テレビ夕刊』（ANN）と並列放送。 日曜はキー局では重複する時間での放送だったがFNNの方を生放送した。 |
| 広島県                | 広島テレビ(HTV)     | FNN/NNN                 | 1962年9月から1975年9月まで |
| 広島県                | テレビ新広島(tss)   | FNN                     | 1975年10月開局から |
| 愛媛県                | テレビ愛媛(EBC)     | FNN                     | 1969年12月開局から |
| 福岡県                | テレビ西日本(TNC)   | FNN                     | |
| 佐賀県                | サガテレビ(sts)     | FNN                     | 1969年4月開局から |
| 長崎県                | テレビ長崎(KTN)     | NNN/FNN                 | 1969年4月開局から。現在はFNNのみ加入 |
| 熊本県                | テレビ熊本(TKU)     | FNN/NNN/ANN             | 1969年4月開局から。現在はFNNのみ加入 |
| 大分県                | テレビ大分(TOS)     | FNN/NNN/ANN             | 1970年4月開局から。現在はANNからは脱退。 |
| 宮崎県                | テレビ宮崎(UMK)     | FNN→FNN/ANN→FNN/NNN/ANN | 1970年4月開局から |
| 沖縄県                | 沖縄テレビ(OTV)     | FNN                     | 1969年から（正式には日本に復帰した1972年5月から） |